# 奧什州
奧什州 （Oş oblusu/Osh oblusu, وش وبلاستى, Oshskaya oblast’fix/Ošskaja oblastj）是吉尔吉斯斯坦的一個州，因其首府奧什而得名。位於該國南部費爾干納盆地和帕米爾高原之間，從西北方起順時針方向分別為乌兹别克斯坦、北方的賈拉拉巴德州及納倫州、東方的中國新疆维吾尔自治区及南方的塔吉克斯坦的巴特肯州。
該地區有大量的少數民族烏茲別克族（2009 年為 28.0%）。

## 地理
本州絕大多數人口位於本州北部的平地、费尔干纳盆地的邊緣。海拔愈往南走一直爬昇，直至阿賴山脈。